# Superstrat
A superstrat megnevezés egy elektromos gitár típust takar, melyet Grover Jackson, a Jackson Guitars alapítója hozott létre a Fender Stratocaster továbbfejlesztéseként. Az alap Stratocaster 1954-es megjelenése óta hatalmas siker az elektromos gitárok piacán, így kézenfekvő volt a gitár felépítésében rejlő lehetőségek továbbgondolása. Az első superstrat a Jackson Soloist volt, melyet 1984-től gyártanak, de az első prototípusok már 1980-ban elkészültek.
A superstrat gitárok az alábbiakban különböznek az alap Stratocasterektől:
- Egyedi, hegyes fejforma
- 24 érintős fogólap
- Mélyebb bevágások a testen
- Ikertekercses (humbucker) hangszedő alkalmazása
- Strapabíró Floyd Rose tremolórendszer
- Húrrögzítővel ellátott felső nyereg